# 9-1-1: 론 스타
《911: 론스타》(영어: 911: Lone Star)는 미국의 드라마 텔레비전 시리즈이다. 2020년 1월 19일 FOX에서 처음 방송되었으며 2025년 2월 3일자로 종료되었다. 《9-1-1》(2018-현재)의 파생작이다.